# Internaționala Situaționistă
Internaționala Situaționistă (SI) a fost o organizație internațională a revoluționarilor sociali, alcătuită din artiști avangardiști, intelectuali și teoreticieni politici, proeminentă în Europa încă de la formarea sa în 1957 și până la dizolvarea sa în 1972. 
Fundamentele intelectuale ale internaționalizării situaționiste au fost derivate în primul rând din marxismul antiautoritar și din mișcările de artă avangardiste de la începutul secolului al XX-lea, în special Dada și Suprarealismul . 
În ansamblu, teoria situaționistă a reprezentat o încercare de a sintetiza  diversele domenii ale disciplinelor teoretice într-o critică modernă și cuprinzătoare a capitalismului avansat de la mijlocul secolului al XX-lea.   Situaționiștii au recunoscut că economia capitalistă s-a schimbat mult de la scrierile formative ale lui Marx, dar a susținut că analiza sa asupra modului capitalist de producție a rămas în esență corectă; ele au fost retușate și extinse pe mai multe concepte marxiste clasice, cum ar fi teoria sa a alienării.   În interpretarea lor extinsă a teoriei marxiste, situaționiștii au afirmat că mizeria alienării sociale și a fetișismului mărfii nu se mai limita la componentele fundamentale ale societății capitaliste, ci acum, în capitalismul avansat, se află răspândită în toate aspectele vieții și culturii.   Ei au respins ideea că succesele aparente ale capitalismului avansat - cum ar fi avansul tehnologic, creșterea veniturilor și creșterea timpului liber - ar putea depăși vreodată disfuncția socială și degradarea vieții cotidiene pe care aceleași succese le provoacă. 

## Teoria situaționismului
Esențial pentru teoria situaționistă a fost conceptul de spectacol, o critică unificată a capitalismului avansat, a cărei preocupare principală a fost tendința ascendentă și progresivă spre exprimarea și medierea relațiilor sociale prin mărfuri. 
Poziționiștii au considerat că trecerea de la expresia individuală prin experiențe direct trăite, sau îndeplinirea de la început a dorințelor autentice, la exprimarea individuală prin derivate, prin schimbul sau consumul de mărfuri sau prin alienarea pasivă de mâna a doua, afectarea calității vieții umane atât pentru persoane fizice, cât și pentru societate. 
Un alt concept important al teoriei situaționiste a fost principalul mijloc de contracarare a spectacolului: construcția de situații, momente ale vieții construite în mod deliberat în scopul de a redeștepta și de a urmări dorințe autentice, de a trăi senzația de viață și aventură și de a elibera viața de zi cu zi.  
Atunci când a fost formată prima oară internaționalizarea situaționistă, ea a avut un accent predominant artistic; accentul a fost pus pe concepte precum urbanismul unitar și psihogeografia .   Treptat, totuși, acea concentrare s-a mutat mai mult spre teoria revoluționară și politică. 
Internaționalizarea situaționistă a atins punctul culminant al influenței sale creatoare în anii 1967 și 1968, prima marcând publicarea celor două texte cele mai importante ale mișcării situaționiste: Societatea Spectacolului de Guy Debord și Revoluția vieții de zi cu zi a lui Raoul Vaneigem. Critica din cele două texte, împreună cu alte publicații situaționale, s-a dovedit foarte influentă în modelarea ideilor ce au stat la baza insurecțiilor din mai 1968 din Franța; citate, fraze și sloganuri din texte și publicații situaționale au fost ubicue pe postere și graffiti în toată Franța în timpul revoltelor. 

## Etimologie și utilizare
Termenul "situaționist" se referă la construcția de situații, unul dintre primele concepte centrale ale Internaționalei Situațional; termenul se referă și la persoanele implicate în construcția de situații sau, mai restrâns, la membrii Internaționalei Situaționiste. 
Teoria situaționistă consideră situația ca un instrument pentru eliberarea vieții de zi cu zi, o metodă de negare a înstrăinării omogene care însoțea spectacolul. Manifestul fondator al Internaționalei situaționiste, Raport asupra construcției situațiilor (1957), a definit construirea unor situații ca fiind "construcția concretă a ambianțelor momentane ale vieții și transformarea lor într-o calitate pasională superioară.  Publicația Internationale Situationniste nr. 1 (iunie 1958) definea situația construită ca fiind "un moment al vieții construit în mod concret și deliberat de organizarea colectivă a unei ambianțe unitare și a unui joc de evenimente".   Situaționiștii au susținut că societatea capitalistă avansată a produs dorințe false; literalmente în sensul publicității omniprezente și al glorificării acumulării de capital și, în general, în abstractizarea și reificarea experiențelor mai efemere ale vieții autentice în mărfuri. Direcția experimentală a activității situaționiste a constat în crearea unor medii temporare favorabile îndeplinirii dorințelor umane adevărate și autentice ca răspuns.
Internaționala Situaționistă s-a opus categoric utilizării termenului de situaționism, pe care Debord l-a numit un "termen fără sens", adăugând că "aici nu există nici un fel de situaționism, ceea ce ar însemna o doctrină pentru interpretarea condițiilor existente".   Situaționiștii au păstrat o opoziție filosofică față de toate ideologiile, concepându-le ca pe niște superstructuri abstracte, servind, în cele din urmă, doar pentru a justifica baza economică a unei societăți date; în consecință, au respins "situaționismul" ca un concept absurd și contradictoriu.   În Societatea Spectacolului , Debord a afirmat că ideologia a fost "voința abstractă a universalității și iluzia acesteia", care era "legitimată în societatea modernă prin abstractizarea universală și prin dictatura efectivă a iluziei". 

## Istoric

### Origini (1945-1955)
Mișcarea situationistă își are originile într-o tendință de stânga din cadrul lettrismului,   o mișcare artistică și literară inițiată în anii 1940 la Paris și condusă de poetul și artistul francez de origine română Isidore Isou. Grupul a fost puternic influențat de mișcările avangardiste precedente precum dadaismul și suprarealismul, încercând să aplice teoriile critice bazate pe aceste concepte în toate domeniile artei și culturii, dar mai ales în poezie, film, pictura și teoria politică.
Printre conceptele și inovațiile artistice dezvoltate de lettriști au fost lettria (la lettrie), o poezie care reflectă o formă pură, încă lipsită de orice conținut semantic, sinteze noi de scriere și artă vizuală identificate ca metafizică și hipergrafie, precum și noi tehnici creative în film. Viitorul situationist Guy Debord, care era la acel moment o figură importantă în mișcarea lettristă, a ajutat la dezvoltarea acestor noi tehnici de film, folosindu-le în filmul său lettrist Urlete pentru Sade (1952), precum și mai târziu în filmul său situaționist Societatea Spectacolului (1972).  
Până în 1950, o aripă mult mai tânără și mai de stânga a mișcării lettriste a început să se înfiripe. Acest grup a fost foarte activ în comiterea unor ultragii publice, cum ar fi Afacerea Notre-Dame. La Liturghia de Paști din catedrala Notre Dame de Paris, difuzată la televiziunea națională, în fața a zece mii de persoane, membrul lettrist și fostul dominican Michel Mourre, pozând în călugăr, „a stat înfața altarului și a citit un pamflet în care se proclama că Dumnezeu a murit.”     André Breton  s-a declarat public solidar cu acțiunea într-o scrisoare care a dat naștere unei mari dezbateri în ziarul Le Combat.  
În 1952, această aripă stângă a mișcării lettriste, care îl include pe Debord, s-a desprins din grupul lui Isidore Isou și a format Internationala Lettristă, un nou colectiv de artiști avangardiști și teoreticieni politici din Paris. Schisma a izbucnit în cele din urmă atunci când viitorii lettriști radicali au perturbat conferința de presă a lui Charlie Chaplin  pentru Limelight la Hôtel Ritz din Paris. Ei au distribuit o foaie polemică intitulată Nu mai vrem picioare moi!, care a concluzionat: "Lumina reflectoarelor a topit machiajul mimului presupus strălucitor. Tot ce vedem acum este un bătrân lugubru și mercenar. Du-te acasă, Mister Chaplin!“   Isou s-a supărat, opinia sa fiind că Chaplin merita respect ca unul dintre marii creatori ai artei cinematografice. Grupul separatist a considerat că activitatea lui Isou nu mai era relevantă, că și-a trăit traiul afirmând că "expresia cea mai urgentă a libertății este distrugerea idolilor, mai ales atunci când pretind că reprezintă libertatea", în acest caz, realizatorul de film Charlie Chaplin. 
În această perioadă a Internaționalei Lettriste, au luat naștere multe dintre conceptele și ideile importante care aveau să fie ulterior integrate în teoria situaționistă. Persoanele din acest grup au construit în colaborare noul domeniu al <b>psihogeografiei</b>, pe care au definit-o drept "studiul efectelor specifice ale mediului geografic (organizat conștient sau nu) asupra emoțiilor și comportamentului indivizilor".     Debord a extins și mai mult conceptul de psihogeografie, prin teoria sa asupra a ceea ce el a numit <i>la</i> <i>dérive</i> (deriva), un tur neplanificat printr-un peisaj urban direcționat în întregime de sentimentele evocate în individ de împrejurimi, servind drept mijloc primar de cartografiere și investigare a psihogeografiei acestor diverse zone. 
În această perioadă, Internaționala Lettristă a dezvoltat și tactica situaționistă numită <i>détournement</i> (deturnare), care prin refacerea sau re-contextualizarea unei opere de artă existente a căutat să-i schimbe în mod radical înțelesul cu unul revoluționar. 

### Formarea (1956-1957)
În 1956, Guy Debord, membru al Internaționalei Lettriste și Asger Jorn de la Mișcarea Internațională pentru un Bauhaus Imaginist, au reunit un grup de colective artistice pentru Primul Congres Mondial al Artiștilor Liberi de la Alba, Italia. Întâlnirea a constituit baza formării Internaționalei Situaționiste, declarată oficial în iulie 1957, la o întâlnire în localitatea Cosio.   Internaționala rezultată a fost o fuziune a acestor colective avangardiste extrem de mici: Internaționala Lettristă, Mișcarea Internațională pentru un Bauhaus imaginist  (oramură a COBRA ) și Asociația Psihogeografică din Londra (deși Anselm Jappe a susținut că grupul a pivotat în jurul lui Jorn și Debord în primii patru ani).   Ulterior, Internaționala Situaționistă a tras idei din alte grupuri, cum ar fi Socialisme ou Barbarie (Socialism sau Barbarie).     

Cel mai proeminent membru al grupului, Guy Debord, a fost, în general, considerat liderul de facto al organizației și cel mai cunoscut teoretician al organizației. Printre alți membri, s-au numărat teoreticianul Raoul Vaneigem, pictorul olandez Constant Nieuwenhuys , scriitorul italo-scoțian Alexander Trocchi, artistul englez Ralph Rumney (membru unic al Asociației psihogeografice din Londra, Rumney a suferit expulzarea relativ curând după formare), artistul danez Asger Jorn (care, după despărțirea de SI, a fondat și Institutul Scandinav de Vandalism Comparativ), arhitectul și veteranul Revoluției Maghiare din 1956, Attila Kotanyi și scriitorul francez Michèle Bernstein. Debord și Bernstein mai târziu s-au și căsătorit. 
În iunie 1957, Debord a scris <i>Manifestul</i> Internaționalei Situaționaliste, intitulat Raportul privind construcția situațiilor.  Acest manifest planifică o sistematică relecturare a operei lui Karl Marx, Das Kapital (Capitalul) și pledează pentru o revoluție culturală în țările occidentale . 

### Perioada artistică (1958-1962)

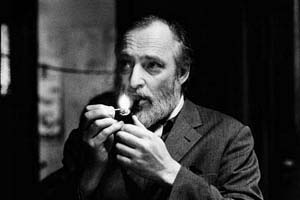
Pictorul și sculptorul danez, artistul ceramic și scriitorul Asger Jorn, membru fondator al Internaționalei Situaționiste.

În primii câțiva ani ai înființării SI, grupurile artistice avangardiste au început să colaboreze cu SI și să se alăture organizației. <i>Gruppe SPUR</i>, un colectiv artistic german, a colaborat cu Internaționala Situaționistă pentru proiecte începând din 1959, continuând până când grupul a aderat oficial la SI în 1961. Rolul artiștilor în SI a avut o mare importanță, în special Asger Jorn, Constant Nieuwenhuys și Pinot Gallizio . 
Asger Jorn, care a inventat <i>situgrafia</i> și <i>situlogia</i>, a avut rolul social de catalizator și lider de echipă în rândul membrilor SI între 1957 și 1961.   Guy Debord nu avea căldură și o persuasivitate personală pentru a atrage oameni de diferite naționalități și talente într-un parteneriat activ de lucru. Ca un tipic intelectual marxist, Debord, avea nevoie de un aliat care să poată gestiona egoismele și ciorovăielile membrilor.  Atunci când conducerea lui Jorn a fost retrasă în 1961, multe certuri înfiorătoare între diferitele secțiuni ale SI au explodat, ducând la excluderi multiple. 

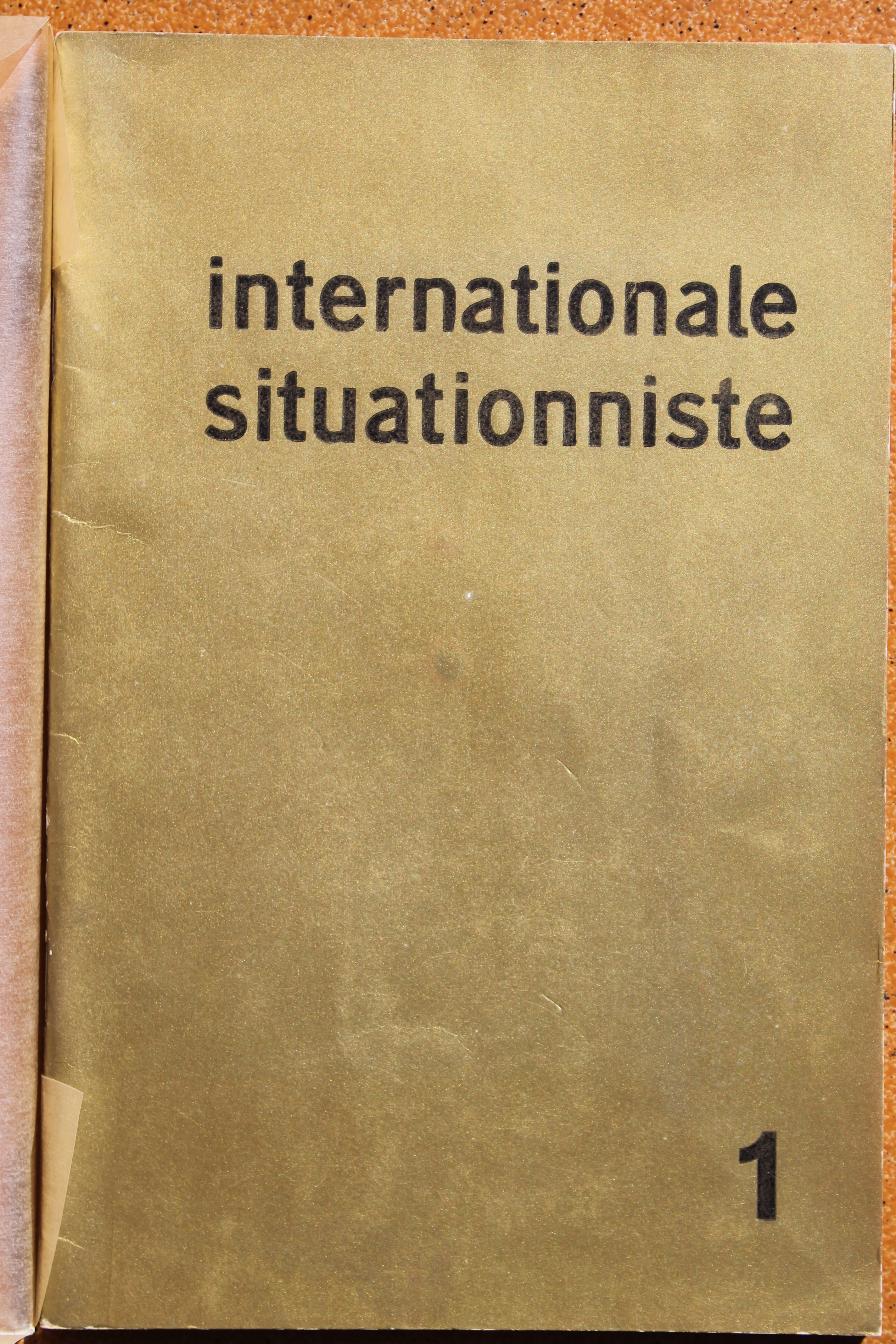
Internaționala situaționistă

Prima separare majoră a fost excluderea din SI a Grupului SPUR, secțiunea germană, la 10 februarie 1962.   Multe dezacorduri diferite au dus la fractură, de exemplu: în cadrul celei de-a IV-a Conferințe de la Londra din decembrie 1960, într-o discuție despre natura politică a SI, membrii Grupului SPUR nu au fost de acord cu poziția fundamentală situaționistă de a conta pe un proletariat revoluționar ;  acuzația că activitățile lor s-au bazat pe o "neînțelegere sistematică a tezelor situaționiste";  înțelegerea că cel puțin un membru Gruppe SPUR, sculptorul Lothar Fischer și, eventual, restul grupului, nu înțelegeau, de fapt,  și / sau nu erau de acord cu ideile situaționiste, ci doar au folosit IS pentru a avea succes pe piața artei.    
Excluderea a fost o recunoaștere a faptului că principiile, metodele și obiectivele Gruppe SPUR au fost în contrast semnificativ cu cele ale SI.    Această separare, totuși, nu a fost o declarație de ostilități, ca în alte cazuri de excluderi ale SI. La câteva luni după excludere, în contextul urmăririi penale împotriva grupului de către statul german, Debord și-a exprimat respectul față de Gruppe SPUR, numindu-l singurul grup important de artiști din Germania încă din timpu celui de-Al Doilea Război Mondial, și punându-l alături de avangardele din celorlalte țări. 
Următoarea separare semnificativă a fost în 1962, în care "nashiștii", secțiunea scandinavă a SI condusă de Jørgen Nash, au fost excluși din organizație pentru lipsa de rigoare teoretică solicitată de secțiunea franco - belgiană a SI condusă de Guy Debord. Acest grup exclus s-ar fi declarat mai târziu cea de- a doua Internațională Situaționistă, bazându-și organizația în afara Suediei. Jurnalist Stewart Home, care i-a preferat pe „nashiști“ și îl considera pe Debord un „mistic, un idealist, un dogmatic și un mincinos“  a scris că, în timp cea de a doua  Internațională Situaționistă contesta- separarea artei și politicii de viața de zi cu zi, Debord și așa-numitele "specto-situaționiști"  căutau să se concentreze exclusiv pe scopuri politice teoretice. 

### Perioada politică (1963-1968)
Până în acest punct, Internaționala Situaționistă a constat aproape exclusiv în secția franco-belgiană, condusă de Guy Debord și Raoul Vaneigem. Acești membri aveau o mult mai accentuată tendință spre teoria politică asupra aspectelor artistice ale SI. Schimbarea priorităților intelectuale în SI a dus la o mai mare concentrare asupra teoreticului, cum ar fi teoria spectacolului și analiza critică a marxismului, cheltuind mult mai puțin timp pe concepte artistice și tangibile, cum ar fi urbanismul unitar, deturnarea și situgrafia . 
În această perioadă, SI a început să aibă o influență tot mai mare asupra studenților din Franța. Profitând de apatia colegilor lor, cinci „Pro-situs“, studenți influențați de situaționiști, au infiltrat uniunea studențească a Universității din Strasbourg în noiembrie 1966 și au început să scandalizeze autoritățile.    Prima lor acțiune a fost să formeze o "societate de apreciere anarhistă " numită Societatea pentru Reabilitare a lui Karl Marx și a lui Ravachol; apoi și-au însușit fonduri ale Uniunii pentru a tipări manifeste „Întoarcerea Coloanei Durruti “, banda desenată détournée a lui André Bertrand. Apoi i-au invitat pe situaționiști să contribuie cu o critică a Universității din Strasbourg, rezultatul fiind broșura Despre sărăcia vieții studențești, scrisă de situaționistul tunisian Mustapha / Omar Khayati. Studenții au început imediat să tipărească 10.000 de copii ale broșurii, folosind fonduri universitare, și le-au distribuit în timpul unei ceremoniei începutului de an universitar.  Acest lucru a provocat imediat o furtună de proteste în presa locală, națională și internațională. 

### Mai 1968
Situaționiștii a jucat un rol preponderent în Revoltele din Mai 1968,  și într o oarecare măsură, perspectiva și ideile lor politice au alimentat  criza,    oferind fundamentarea teoretică.        În timp ce numărul membrilor SI a scăzut constant în ultimii câțiva ani, cei care au rămas au putut să-și îndeplinească rolurile revoluționare pe care le-au anticipat și pregătit cu răbdare.   
Ideologii activi ("enragés" (turbați) și situaționiști) din spatele evenimentelor revoluționare de la Strasbourg, Nanterre și Paris, numărau doar una sau două duzini de persoane. 
Acest lucru a fost recunoscut pe scară largă în diferite studii ale perioadei,       însă chestiunea încă larg deschisă interpretării este „cum și de ce s-a întâmplat acest lucru". Charles de Gaulle, în discursul televizat din 7 iunie 1968, a recunoscut că "această explozie a fost provocată de grupuri revoltate împotriva societății moderne de consum și a tehnicii, fie că este vorba de comunismul Estului, fie de capitalismul Vestului".
Situaționiștii au constituit, de asemenea, majoritatea în Comitetul Ocupației Sorbonnei. Un important eveniment care a condus la Mai 1968 a fost scandalul de la Strasbourg din decembrie 1966.  L' Union Nationale des Étudiants de France s-a declarat în favoarea tezelor SI și a reușit să folosească fonduri publice pentru a publica broșura lui Mustapha Khayati "<i>Despre</i> sărăcia vieții studențești".   Mii de exemplare ale broșurii au fost tipărite și au circulat, ajutând la popularizarea situaționiștilor în toată stânga mondială nestalinistă. 
Citate din două cărți situaționiste cheie, Societatea Spectacolului (1967) a lui Debord și Despre sărăcia vieții studențești (1966) a lui Khayati, au fost scrise pe zidurile Parisului și în mai multe alte orașe din Franța.   Acest lucru a fost documentat în colecția de fotografii publicată în 1968 de Walter Lewino, L'imagination au pouvoir (Imaginația la putere). 
Cei care ar fi urmărit punctul de vedere "artistic" al SI ar fi văzut evoluția SI ca fiind o organizație cam plictisitoare sau dogmatică. Cei care ar fi urmărit însă vederile ei politice ar fi văzut Revoltele din Mai 1968, ca un rezultat logic al abordării dialectice operate de SI: în timp ce distrugeau societatea de astăzi, ei căutau o societate revoluționară , care să întruchipeze tendințele pozitive ale dezvoltării capitaliste.  "Realizarea și suprimarea artei" este pur și simplu cea mai dezvoltată din multele suprimări dialectice pe care SI le-a căutat de-a lungul anilor.  Pentru Internaționala Situaționistă din 1968, triumful lumii sovietelor muncitorești ar aduce toate aceste suprimări. 
Deși SI erau un grup foarte mic, ei erau experți auto-propagandiști, iar sloganurile lor apăreau zgâriate pe zidurile Parisului în timpul revoltei.  Membrul SI, René Viénet, în cartea Enragés et Situationistes dans le Mouvement de l'Occupation, France, mai 1968, povestește despre implicarea SI în grupul studențesc <i>Enragés</i> și ocuparea Sorbonnei . 
Ocupările din 1968 au început la Universitatea din Nanterre și s-au extins la Sorbona. Poliția a încercat să ia înapoi Sorbona și s-a iscat imediat o revoltă. Ulterior, s-a declarat grevă generală cu participarea a până la 10 milioane de angajați. Inițial, SI a participat la ocuparea Sorbonei și a apărat baricadele în timpul revoltelor.  SI a distribuit apeluri pentru ocuparea de fabrici și formarea sovietelor muncitoreștisovietelor muncitorești , dar, deziluzionată de studenți, a părăsit universitatea pentru a înființa Consiliul pentru Menținerea Ocupațiilor (CMDO), care a distribuit cererile SI la scară mult mai largă. După terminarea mișcării, CMDO s-a desființat. 

### După 1968
În 1972, Gianfranco Sanguinetti și Guy Debord au rămas singurii doi membri ai SI. Lucrând cu Debord, în august 1975, Sanguinetti a scris o broșură intitulată Rapporto veridico sulle ultima oportunità di salvare il capitalismo in Italia (în engleză The Real Report on the Last Chance to Save Capitalism in Italy) , care (inspirat de Bruno Bauer ) pretindea a fi creația cinică a lui „Cenzor“, un puternic industriaș.  Broșura susținea că clasa dominantă a Italiei a sprijinit Bombardamentul din Piazza Fontana și alte masacre ascunse, mascate sub pavilionul fals , al apărării statu-quo-ul capitalist de influența comunistă. Broșura a fost trimisă la 520 cele mai puternice persoane din Italia.  A fost primit ca sinceră, și politicieni autentici și puternici, industriași și jurnaliștii i-au lăudat conținutul. După retipărirea tractului sub formă de livret, Sanguinetti s-a dovedit a fi adevăratul autor. În urma scandalului care a urmat  și sub presiunea autorităților italiene, Sanguinetti a părăsit Italia în februarie 1976, dar și în Franța i s-a refuzat intrarea.     

După publicarea în ultimul număr al revistei a unei analize a mai 1968, și descrierea revoltelor și strategiilor care vor trebui să fie adoptate în revoluții viitoare,  IS s-a dizolvat în 1972. 

## Concepte principale

### Spectacolul și societatea
Spectacolul este o noțiune centrală în teoria situaționistă, dezvoltată de Guy Debord în cartea sa din 1967, The Society of the Spectacle (Societatea spectacolului).  În sensul său limitat, spectacolul înseamnă mijloacele de informare în masă, care sunt "cea mai strălucitoare manifestare superficială".   Debord a spus că societatea spectacolului a apărut la sfârșitul anilor 1920.  
Critica spectacolului este o dezvoltare și aplicare a conceptelor de fetișism al mărfii, de reificarea și de alienarea ale lui Karl Marx  și a modului în care au fost ele reluate de György Lukács în 1923.  În societatea spectacolului, mărfurile guvernează muncitorii și consumatorii, în loc să fie guvernate de ei. Consumatorii sunt subiecți pasivi care contemplă spectacolul reificării. 
Încă din 1958, în manifestul situaționist, Debord descria cultura oficială ca fiind un "joc trucat", în care puterile conservatoare interzic accesul ideilor subversive în discursul public. Astfel de idei mai întâi se trivializează și se sterilizează și apoi se integrează în siguranță în societatea principală, unde pot fi exploatate pentru a adăuga noi arome vechilor idei dominante.   Această tehnică a spectacolului este uneori numită recuperare, iar contra-tehnica este [./https://en.wikipedia.org/wiki/D%C3%A9tournement détournement]. 

### Détournement(Deturnarea)
Détournement este o tehnică dezvoltată în anii 1950 deInternationala Lettristă   și constă în "transformarea expresiilor sistemului capitalist împotriva lui înșiși"  cum ar fi transformarea lozincilor și a logosurilor împotriva agenților de publicitate sau a status quo-ului politic .  Détournement a fost folosită în mod proeminent pentru a crea glume politice subversive, o tactică influentă numită glumă situaționistă, care a fost refolosită de mișcarea punk la sfârșitul anilor 1970  și a inspirat mișcarea [./https://en.wikipedia.org/wiki/Culture_jamming Culture jamming] la sfârșitul anilor 1980. 

### Anticapitalism
Internaționala situaționistă, în cei 15 ani de la formarea sa în 1957 și până la dizolvarea ei în 1972, se caracterizează printr-o perspectivă marxistă și suprarealistă asupra esteticii și politicii,  fără separarea dintre cele două: arta și politica se confruntă împreună și în termeni revoluționari.   SI a analizat lumea modernă din punctul de vedere al vieții de zi cu zi.   Argumentele principale ale Internaționalei situaționiste au fost un atac asupra degradării capitaliste a vieții oamenilor    și modelele falsificate promovate de mass-media  la care situațiioniștii au răspuns cu experiențe alternative de viață .    Experiențele alternative de viață explorate de situatoționiști au fost: construcția de situații, urbanismul unitar, psihogeografia și uniunea de joc, libertatea și gândirea critică . 